# Crazy Legs
Crazy Legs es un álbum de estudio del guitarrista británico Jeff Beck, publicado por Epic Records en 1993. Con una pobre recepción crítica, el disco alcanzó la posición número 171 en la lista estadounidense Billboard 200. Beck usó a The Big Town Playboys como banda de apoyo para la grabación del álbum.

## Lista de canciones
1. "Race with the Devil" (Gene Vincent, Sheriff Tex Davis) – 2:00
2. "Cruisin'" (Gene Vincent, Sheriff Tex Davis) – 2:22
3. "Crazy Legs" (Danny Wolfe, Jerry Reed) – 2:03
4. "Double Talkin' Baby" (Danny Wolfe, Jerry Reed) – 2:15
5. "Woman Love" (Jack Rhodes) – 2:35
6. "Lotta Lovin'" (Bernice Bedwell) – 2:04
7. "Catman" (Gene Vincent, Sheriff Tex Davis) – 2:24
8. "Pink Thunderbird" (Paul Peek, Sheriff Tex Davis) – 2:30
9. "Baby Blue" (Gene Vincent, Bobby Jones) – 2:36
10. "You Better Believe" (Cliff Gallup) – 2:09
11. "Who Slapped John?" (Gene Vincent, Sheriff Tex Davis) – 1:55
12. "Say Mama" (Johnny Earl, Johnny Meeks) – 2:13
13. "Red Blue Jeans and a Pony Tail" (Jack Rhodes, Sheriff Tex Davis) – 2:18
14. "Five Feet of Lovin'" (Buck Peddy, Mel Tillis) – 2:11
15. "B-I-Bickey-Bi-Bo-Bo-Go" (Don Carter, Dub Nalls, Jack Rhodes) – 2:12
16. "Blues Stay Away from Me" (Alton Delmore, Henry Glover, Rabon Delmore, Wayne Raney) – 2:24
17. "Pretty Pretty Baby" (Danny Wolfe) – 2:26
18. "Hold Me, Hug Me, Rock Me" (Gene Vincent, Sheriff Tex Davis) – 2:15

## Créditos
- Jeff Beck - guitarra, voz
- Mike Sanchez - voz, piano
- Adrian Utley - guitarra
- Ian Jennings - bajo, voz
- Clive Deamer - batería, voz